# Павловская волость (Вязниковский уезд)
Павловская во́лость — нижняя административно-территориальная единица в составе Вязниковского уезда Владимирской губернии Российской империи и СССР. Волостной центр — деревня Чертково. Ныне территория Селивановского района Владимирской области России.
Упразднена в 1924 году.

## История
С 1924 года территория волости в составе Сергиево-Горской волости.

## Состав
По данным на 1905 год входили 9 населённых пунктов (Список населённых мест Владимирской губернии 1905 года)
- Алёшково
- Заполице имение при лесопильном заводе г. Лаптева
- Иваньково
- Курково
- Петровская (сейчас Петровское)
- Ренда имение (ныне пос. Парижской Коммуны)
- Старо-Замотринский погост[2]
- Чертково (Черткова) — волостной центр